# 曲鑫
曲鑫（William Qu，1982年7月24日—），年出生于中国山东青岛，是上海展杰文化艺术有限公司旗下艺人。2000年获得新丝路中国模特总决赛“十佳”并签约新丝路。曾主演《红苹果乐园》、《星梦缘》、《极速的浪漫青春》等电视剧，是A5组合的成员之一，曾出过几张唱片。
- 曲鑫：从T台冠军到“红苹果” （页面存档备份，存于）